# Śluza Krostkowo

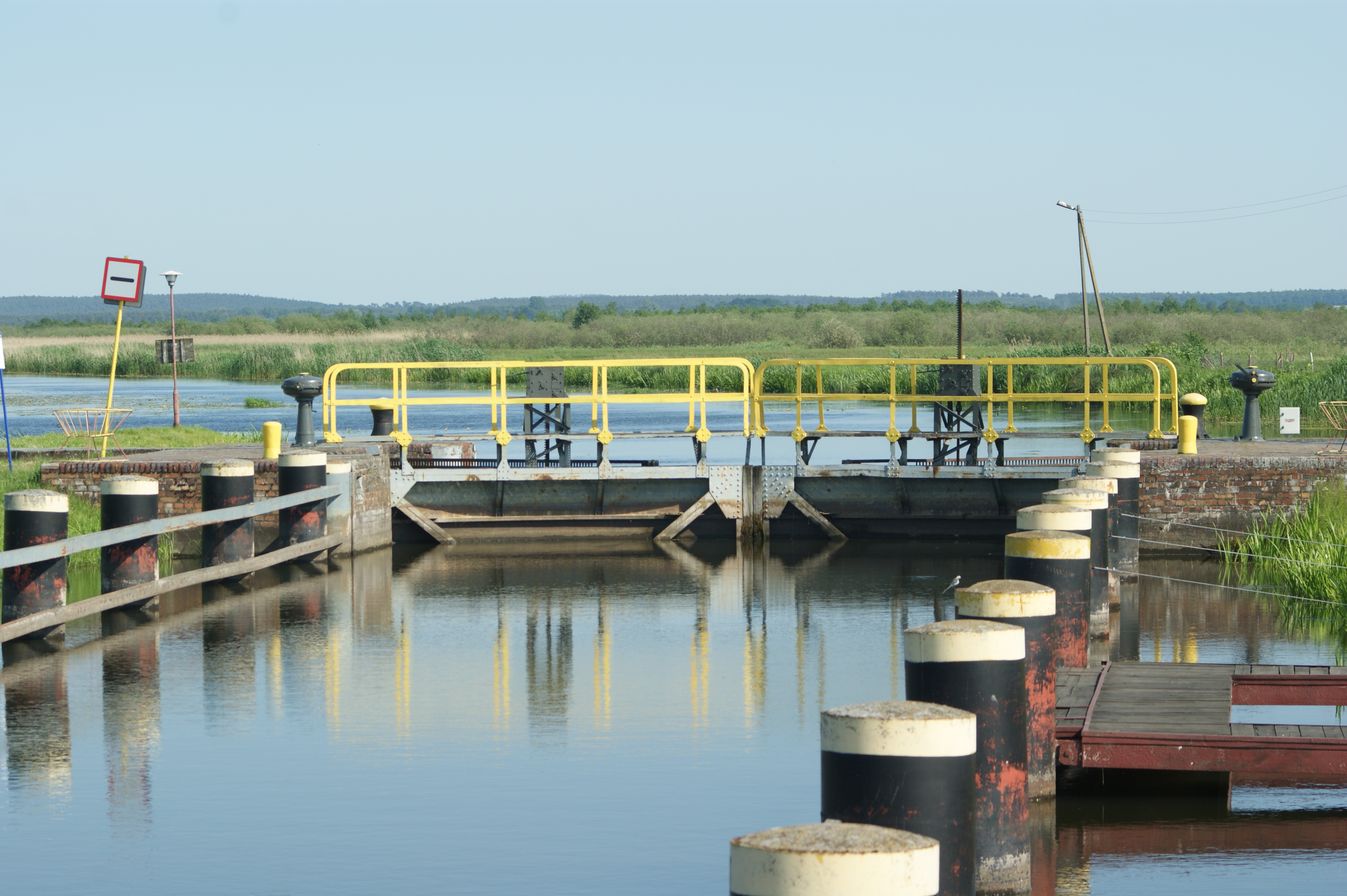
Śluza Krostkowo

Śluza Krostkowo – osada pałucka w Polsce położona w województwie wielkopolskim, w powiecie chodzieskim, w gminie Szamocin.
Nazwa miejscowości łączy się ze śluzą na Noteci. Śluza „Krostkowo” jest oznaczona nr 11 na szlaku wodnym Wisła - Odra i położona jest na 68,2 kilometrze od Wisły, na odcinku zwanym Noteć Leniwa.
Piętrzący stopień wodny „Krostkowo” jest unikatem w skali europejskiej i jedynym tego typu na Noteci, a także w Polsce. Tutejsza śluza jest budowlą typu ziemno-faszynowego, bez murowanej komory, o zboczach porośniętych trawą. Posiada jedynie dwuskrzydłowe wrota stalowe (kiedyś drewniane), zamykane i otwierane ręcznie. Wewnątrz śluzy znajdują się wbite w ziemię dalby do cumowania statków, łączone stalowymi dłużycami. Obok śluzy znajduje się jaz kozłowo-iglicowy, również obsługiwany ręcznie. Stopień piętrzenia wody jest nikły, wynosi zaledwie 40 do 50 cm. Przyczyną tak niezwykłej konstrukcji śluzy jest fakt, że leży ona na stosunkowo podmokłym terenie, zatem śluzie o komorze murowanej groziłoby osiadanie, a przy tym duża wilgotność gruntu sprawia, że nie występują straty powodowane przesiąkaniem. Niewielkie piętrzenie wody chroni zaś ziemne brzegi śluzy przed podmywaniem przez prądy wody podczas śluzowania. 
Jaz kozłowo-iglicowy kieruje wodę na dolne stanowisko śluzy. Stalowe kozły podtrzymują drewniane iglice. Kładka nad jazem poprowadzona jest na kozłach i służy do zdejmowania iglic na ziemię, a sama jest na ten okres zatapiana. Takie rozwiązanie, obecnie niestosowane, pozwalało np. w czasie wysokiego stanu wody przepływać jednostkom w czasie, gdy śluza była remontowana. 

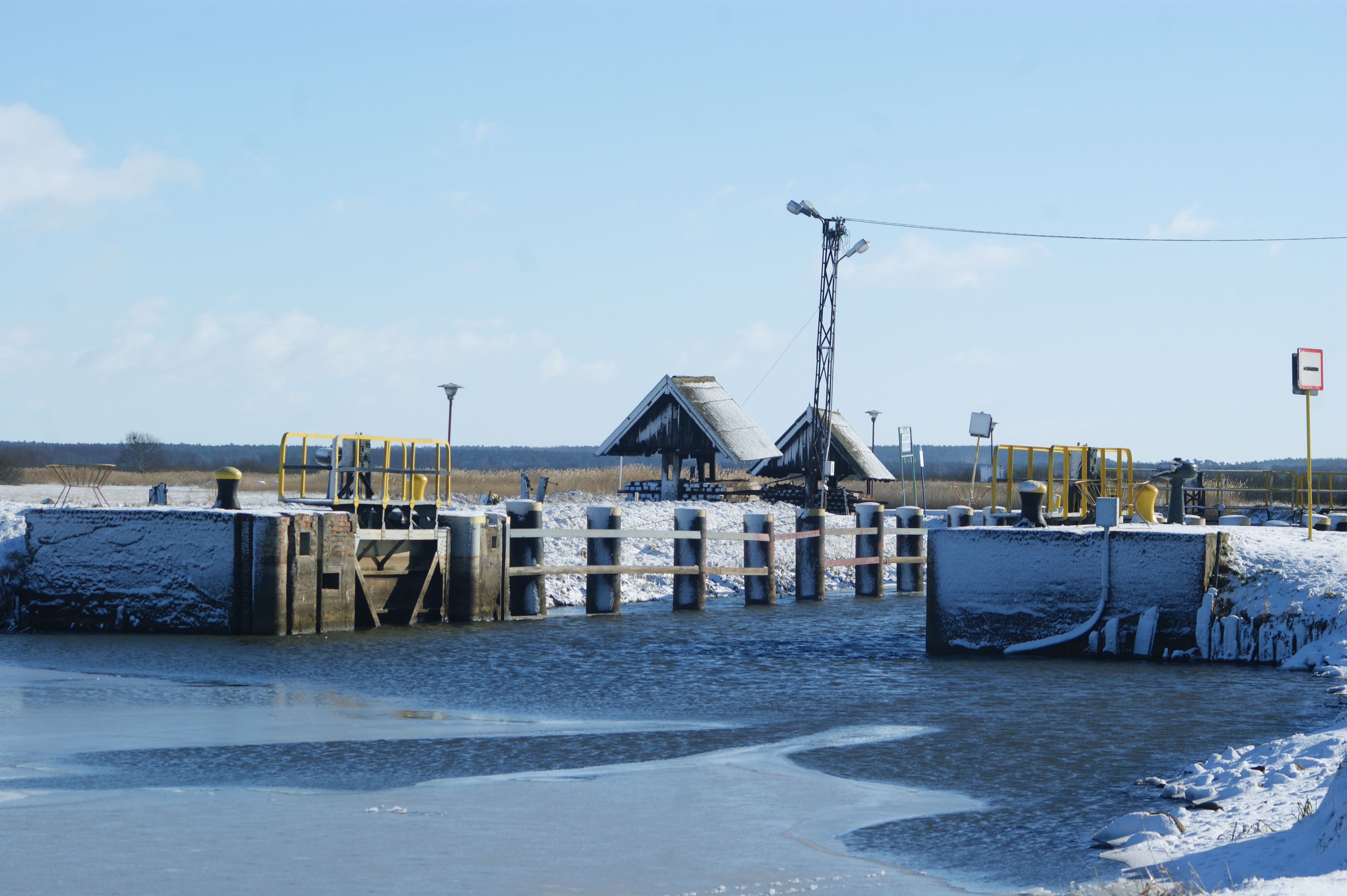
Śluza Krostkowo w okresie zimowym

Poniżej śluzy Krostkowo znajduje się najdłuższy żeglowny odcinek Noteci skanalizowanej, bez śluz, bo następna Śluza Nowe, od której zaczyna się Noteć Bystra, leży 43 km w dół rzeki. Wszystkie urządzenia śluzy Krostkowo i jazu pochodzą z lat 1912–1914 i są wpisane do rejestru zabytków. Przy śluzie znajduje się dom śluzowego.
Podobne jazy kozłowo-iglicowe znajdowały się w Bydgoszczy na dolnej Brdzie: pierwszy funkcjonował przy ujściu Brdy poprzez pierwotne koryto do Wisły w Czersku Polskim do czasu powstania jazu walcowego, drugi natomiast zbudowano przy stopniu wodnym nieistniejącej już śluzy Kapuściska.
W latach 1975–1998 miejscowość administracyjnie należała do województwa pilskiego.